# Veszprém Arena
Veszprém Aréna er en indendørs sportshal, som ligger i Veszprém, Ungarn. Arenaen bliver til dagligt benyttet af storholdet Veszprém KC og kvindeholdet Alba Fehérvár KC, ved europæiske turneringer.